# Primoriela
Primoriela (angleško primorial) je v matematiki in še posebej v teoriji števil funkcija naravnih števil v naravna števila podobno kot funkcija fakultete. Namesto množenja zaporednih pozitivnih celih števil se množijo zaporedna praštevila.
Obstajata dve nasprotujoči definiciji primoriel, ki se razlikujeta v tolmačenju argumenta:
- prva definicja tolmači argument kot indeks členov zaporedja praštevil, tako da je funkcija strogo naraščajoča,
- druga definicija tolmači argument kot mejo praštevil, ki jih je treba pomnožiti, tako da vrednost funkcije pri poljubnem sestavljenem številu enaka kot pri predhodniku. Preostanek članka uporablja drugo definicijo.

Ime »primoriela« pripisujejo ameriškemu inženirju in matematiku Harveyju Dubnerju in je podobna analogiji s praštevili (primes) na enak način kot je ime »fakulteta« (»faktoriela«) povezana s faktorji.

## Definicija za praštevila
Za n-to praštevilo {\displaystyle p_{n}\,} je primoriela {\displaystyle p_{n}\#\,} definirana kot produkt prvih {\displaystyle n\,} praštevil:
{\displaystyle p_{n}\#=\prod _{k=1}^{n}p_{k}\!\,,}
kjer je {\displaystyle p_{k}\,} k-to praštevilo.
{\displaystyle p_{5}\#\,} na primer označuje produkt prvih 5 praštevil:
{\displaystyle p_{5}\#=2\cdot 3\cdot 5\cdot 7\cdot 11=2310\!\,.}
Prve primoriele {\displaystyle p_{n}\#\,} za {\displaystyle n\geq 0\,} so (OEIS A002110):
1, 2, 6, 30, 210, 2310, 30030, 510510, 9699690, 223092870, 6469693230, 200560490130, ...
Zaporedje vsebuje tudi {\displaystyle p_{0}\#=1\,} kot prazni produkt, ki je po dogovoru enak 0.
Asimptotično primoriele {\displaystyle p_{n}\#\,} naraščajo kot:
{\displaystyle p_{n}\#=e^{(1+o(1))n\log n}\!\,,}
kjer je {\displaystyle o(\cdot )} Landauov simbol.

## Definicija za naravna števila
V splošnem se lahko za pozitivno celo število {\displaystyle n\,} tudi definira takšna primoriela {\displaystyle n\#\,} kot produkt tistih praštevil {\displaystyle \leq n\,}:
{\displaystyle n\#=\prod _{i=1}^{\pi (n)}p_{i}=p_{\pi (n)}\#\!\,,}
kjer je {\displaystyle \scriptstyle \pi (n)} funkcija števila praštevil (OEIS A000720), ki podaja število praštevil {\displaystyle \leq n\,}.
To je enakovredno:
{\displaystyle n\#={\begin{cases}1&;n=1\\n((n-1)\#)&;n>1\ {\text{ in}}\ n{\text{ je praštevilo}}\\(n-1)\#&;n>1\ {\text{ in}}\ n{\text{ je sestavljeno}}\!\,.\end{cases}}}
12# na primer predstavlja produkt tistih praštevil {\displaystyle \leq 12\,}:
{\displaystyle 12\#=2\cdot 3\cdot 5\cdot 7\cdot 11=2310\!\,.}
Ker je {\displaystyle \scriptstyle \pi (12)=5\,}, se to lahko izračuna kot:
{\displaystyle 12\#=p_{\pi (12)}\#=p_{5}\#=2310\!\,.}
Prve primoriele {\displaystyle n\#\,} za {\displaystyle n\geq 0\,} so (OEIS A034386):
1, 1, 2, 6, 6, 30, 30, 210, 210, 210, 210, 2310, 2310, 30030, 30030, 30030, 30030, ...
Zaporedje vsebuje tudi {\displaystyle 0\#=1\,} in {\displaystyle 1\#=1\,}.
Vidi se, da je za sestavljeno število {\displaystyle n\,} vsak člen {\displaystyle n\#\,} podvojen predhodni člen {\displaystyle (n-1)\#\,}, kot je podano z definicijo. V zgornjem zgledu velja {\displaystyle 12\#=p_{5}\#=11\#\,}, ker je 12 sestavljeno število.
Naravni logaritem funkcije {\displaystyle n\#\,} je prva funkcija Čebišova, zapisana kot {\displaystyle \theta (n)\,} ali {\displaystyle \vartheta (n)\,}, ki se za velike {\displaystyle n\,} linearno približuje {\displaystyle n\,}.
Primoriele {\displaystyle n\#\,} naraščajo kot:
{\displaystyle \ln(n\#)\sim n\!\,.}
Zamisel o množenju vse znanih praštevil se pojavlja v nekaterih dokazih za neskončno število praštevil, kjer se uporabi za izpeljavo obstoja drugega praštevila.

## Uporabe in značilnosti
Primoriele se uporabljajo pri iskanju praštevil v aditivnih aritmtičnih zaporedjih. 2236133941 + 23# je na primer praštevilo in začenja zaporedje trinajstih praštevil, najdenih z zaporednim prištevanjem števila 23#. To zaporedje se konča s številom 5136341251. 23# je tudi skupna razlika v aritmetičnih zaporedjih petnajstih in šestnajstih praštevil.
Vsako zelo estavljeno število je produkt primoriel (na primer število 360 = 2 · 6 · 30).
Primoriele so nekvadratna cela števila in vsaka ima več različnih prafaktorjev kot katerokoli število manjše od nje. Za vsako primorielo {\displaystyle n\,} je ulomek {\displaystyle \phi (n)/n\,} manjši kot za katerokoli manjše celo število. Tu je {\displaystyle \phi } Eulerjeva funkcija φ.
Vsaka popolnoma multiplikativna funkcija je definirana s svojimi vrednostmi pri primorielah, ker je definirana s svojimi vrednostmi pri praštevilih, kar se lahko izpelje z deljenjem sosednjih vrednosti.
Sistemi z bazami, ki odgovarjajo primorielam (kot na primer baza 30, kar se ne sme zamenjevati z primorielnim številskim sistemom), imajo manjše razmerje periodičnih ulomkov kot katerakoli manjša baza.
Vsaka primoriela je redko totientno število.
Vsoti neskončnih vrst obratnih vrednosti primoriel obeh vrst konvergirata in sta enaki konstantama:
{\displaystyle \sum _{n=2}^{\infty }{\frac {1}{n\#}}={\frac {1}{2}}+{\frac {1}{6}}+{\frac {1}{6}}+{\frac {1}{30}}+{\frac {1}{30}}+{\frac {1}{30}}+{\frac {1}{210}}+{\frac {1}{210}}+{\frac {1}{210}}+{\frac {1}{210}}+{\frac {1}{2310}}+\ldots =0{,}9200509773161\ldots \!\,,} (OEIS A249270),
{\displaystyle \sum _{n=1}^{\infty }{\frac {1}{p_{n}\#}}={\frac {1}{2}}+{\frac {1}{6}}+{\frac {1}{30}}+{\frac {1}{210}}+{\frac {1}{2310}}+{\frac {1}{30030}}+{\frac {1}{510510}}+{\frac {1}{9699690}}+\ldots =0{,}7052301717918\ldots \!\,,} (OEIS A064648).

## Pojava
Riemannova funkcija ζ za pozitivna cela števila večja od 1 se lahko izrazi s pomočjo primoriel in Jordanovo funkcijo {\displaystyle J_{k}(n)\,} kot:
{\displaystyle \zeta (k)={\frac {2^{k}}{2^{k}-1}}+\sum _{r=2}^{\infty }{\frac {(p_{r-1}\#)^{k}}{J_{k}(p_{r}\#)}},\qquad (k=2,3,\dots )\!\,.}

## Razpredelnica prvih primoriel
| {\displaystyle n\,} | {\displaystyle n\#\,} | {\displaystyle p_{n}\,} | {\displaystyle p_{n}\#\,}   |
| ------------------- | --------------------- | ----------------------- | --------------------------- |
| 0                   | 1                     | brez praštevila         | 1                           |
| 1                   | 1                     | 2                       | 2                           |
| 2                   | 2                     | 3                       | 6                           |
| 3                   | 6                     | 5                       | 30                          |
| 4                   | 6                     | 7                       | 210                         |
| 5                   | 30                    | 11                      | 2310                        |
| 6                   | 30                    | 13                      | 30030                       |
| 7                   | 210                   | 17                      | 510510                      |
| 8                   | 210                   | 19                      | 9699690                     |
| 9                   | 210                   | 23                      | 223092870                   |
| 10                  | 210                   | 29                      | 6469693230                  |
| 11                  | 2310                  | 31                      | 200560490130                |
| 12                  | 2310                  | 37                      | 7420738134810               |
| 13                  | 30030                 | 41                      | 304250263527210             |
| 14                  | 30030                 | 43                      | 13082761331670030           |
| 15                  | 30030                 | 47                      | 614889782588491410          |
| 16                  | 30030                 | 53                      | 32589158477190044730        |
| 17                  | 510510                | 59                      | 1922760350154212639070      |
| 18                  | 510510                | 61                      | 117288381359406970983270    |
| 19                  | 9699690               | 67                      | 7858321551080267055879090   |
| 20                  | 9699690               | 71                      | 557940830126698960967415390 |

## Neskončni verižni ulomek
Konstanti neskončnih verižnih ulomkov primoriel obeh vrst sta:
{\displaystyle u_{n\#}=[0;2,6,6,30,30,210,210,210,210,2310,2310,30030\ldots ]={0},4624948254441\ldots \!\,,}
{\displaystyle u_{p\#}=[0;2,6,30,210,2310,30030,510510,9699690,223092870\ldots ]={0},4617346628934\ldots \!\,.}